# عمار أوسيم
عمار أوسيم (Amar Osim) (مواليد 18 يوليو 1967)، هو لاعب كرة قدم سابق كان يلعب كلاعب وسط.

## وصلات خارجية
- عمار أوسيم على موقع قاعدة بيانات كرة القدم.إي يو (الإنجليزية)
- عمار أوسيم على موقع Soccerway.com (الإنجليزية)
- عمار أوسيم على موقع عالم كرة القدم.نت (الإنجليزية)
- transfermarkt.com
- J.League Data Site (باليابانية)